# Casa di Stefano Porcari
La Casa di Stefano Porcari, dimora del politico e umanista italiano, è un'antica residenza medievale di Roma, parte di un complesso conosciuto come Case dei Porcari, che si trova tra Via della Pigna e Vicolo delle Ceste, nel rione Pigna.

## Storia
Al numero 19 di "Via della Pigna" si trova la più antica (e unica rimasta) delle vecchie case dei Porcari, un'antica famiglia romana del XVI secolo e di grande prestigio nella storia medievale della città, che si vantava di discendere da Marco Porcio Catone. 
Si dice che il busto in marmo del grande censore si trovasse sulla facciata della casa, dove oggi è una targa commemorativa. 
«Viveva in quelli tempi un messer Stefano Porcari, cittadino romano, per sangue e per dottrina, ma molto più per eccellenza di animo, nobile.»
(Niccolò Machiavelli, "Istorie fiorentine") 
Stefano Porcari era un entusiasta degli ideali della Repubblica Romana e perciò ha esortato il popolo a ribellarsi contro il potere del papa. 
Era un uomo che non si limitava alle parole e cercò di realizzare il suo piano: organizzò una rivolta popolare il 6 gennaio 1453, abbastanza simile alla rivolta di Cola di Rienzo di un secolo prima. 
Lui e i suoi alleati progettarono di prendere il Castel Sant'Angelo, imprigionare papa Nicolò V e dichiarare finito lo Stato pontificio. 
Tuttavia, tradito da alcuni dei suoi alleati, fu arrestato dopo aver tentato di rifugiarsi nella casa di sua sorella, anch'essa parte del complotto, e alla fine fu portato in prigione a Castel Sant'Angelo. Probabilmente le dimensioni della cospirazione furono esagerate e con insolita velocità Porcari fu processato e impiccato in una torre di Castel Sant'Angelo pochi giorni dopo il suo arresto, il 9 gennaio 1453.
Il suo corpo non fu mai trovato, forse perché fu gettato nel Tevere o perché fu sepolto clandestinamente nella chiesa di Santa Maria in Traspontina, dove la famiglia aveva una cappella.
Questa casa ospitava, nel XIV secolo, una notevole collezione di antichità romane che fu alla fine dispersa. Ciò che restava della collezione epigrafica fu donato alla fine del XIX secolo ai Musei Capitolini dall'allora proprietario, il principe Andrea Doria Pamphilj, la cui famiglia ottenne la proprietà dei Porcari dopo che questi ultimi furono costretti a fuggire a sud, lontano dal controllo del Papato. Nella chiesa di San Giovanni della Pigna, situata nelle vicinanze, ci sono varie lapidi con le tombe dei membri della famiglia.

## La facciata
Completamente rinnovata nel XIX secolo, si apre in un portale del XV secolo. Sulla facciata posteriore, al 25 di Vicolo delle Ceste, si trova un altro portale del XV secolo, che attualmente funge da porta di accesso a un piccolo negozio sormontato da uno stemma dei Porcari e da una lapide. con la seguente iscrizione: 
"STEFANO PORCARI PATRIZIO ROMANO NACQUE E DIMORÒ IN QUESTA CASA PERCHÈ LAMENTANDO LA SERVITÙ DELLA PATRIA LEVÒ IN TEMPI DI OPPRESSIONE UN GRIDO DI LIBERTÀ FU MORTO IL DI 9 GENNAIO 1453 PER ORDINE DI NICOLÒ V S.P.Q.R. 1871".
Da questo ingresso posteriore si accede a un piccolo cortile interno, dove si trova una scala con due rampe che corre lungo entrambi i lati a destra del cortile e conduce al piano nobile del palazzo, accessibile anche attraverso la Via della Pigna, attraverso una seconda porta incorniciata da conci e sormontata dallo stemma dei Porcari.